# Cucurbita
Cucurbita is een geslacht uit de komkommerfamilie (Cucurbitaceae). Het geslacht, dat totaal een dozijn soorten omvat, levert pompoenen. Sommige soorten zijn eetbaar, maar veel kalebassen kunnen alleen worden gebruikt voor decoratieve doeleinden.

## Soorten
Totaal omvat Cucurbita een dozijn soorten.
- Vijgenbladpompoen (Cucurbita ficifolia)
- Reuzenpompoen (Cucurbita maxima)
- Muskaatpompoen (Cucurbita moschata)
- Sierpompoen (Cucurbita pepo)

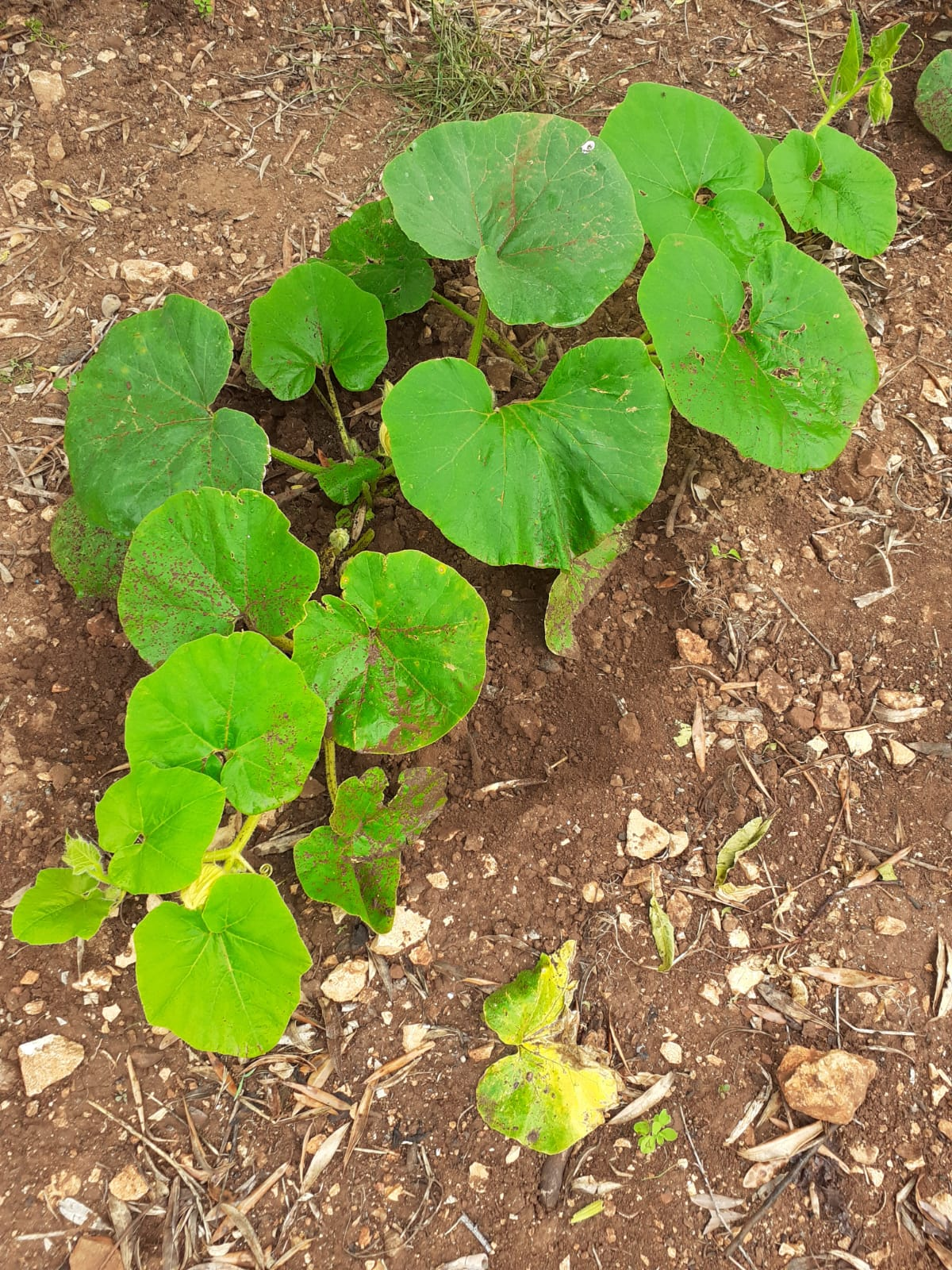
Cucurbita maxima
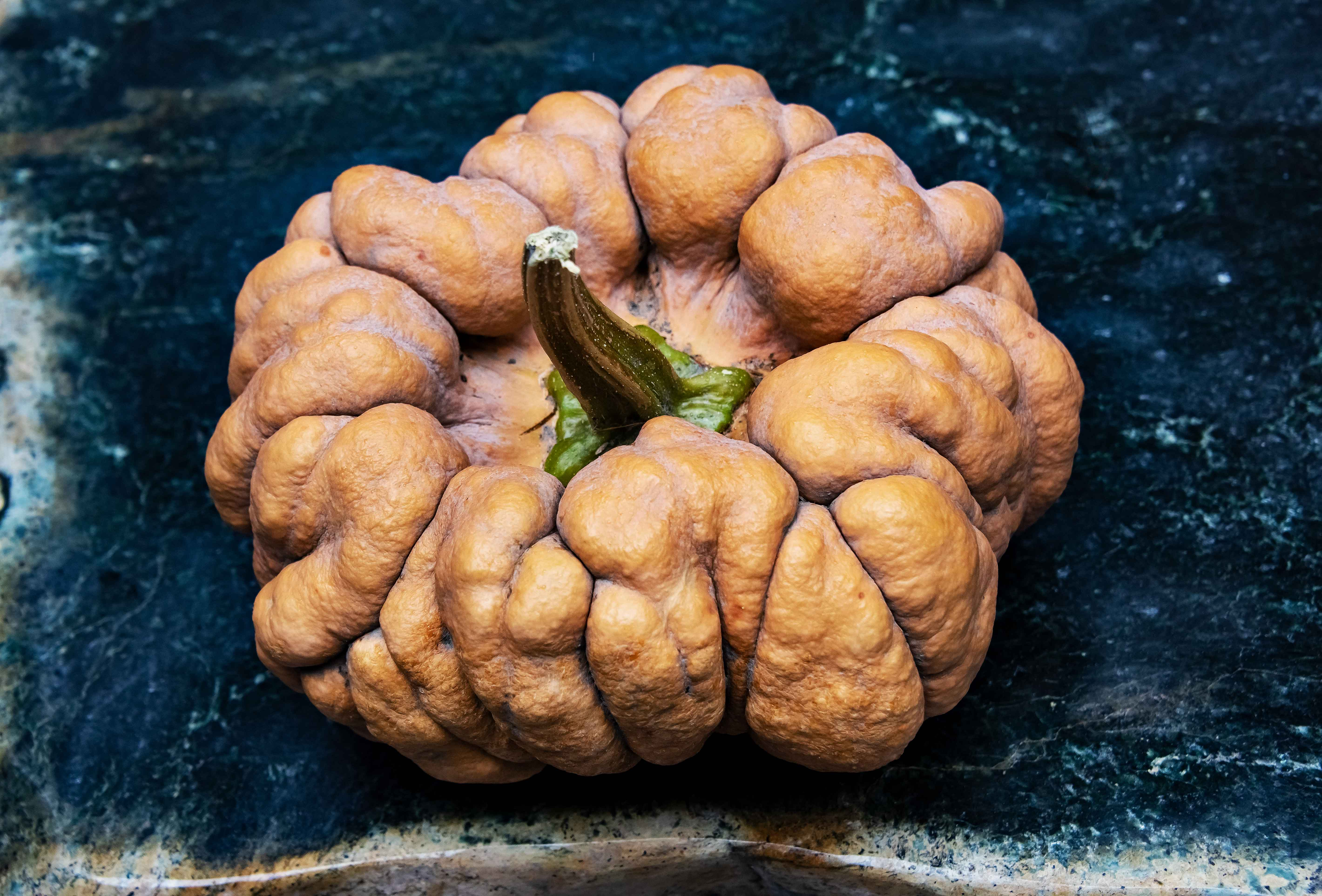
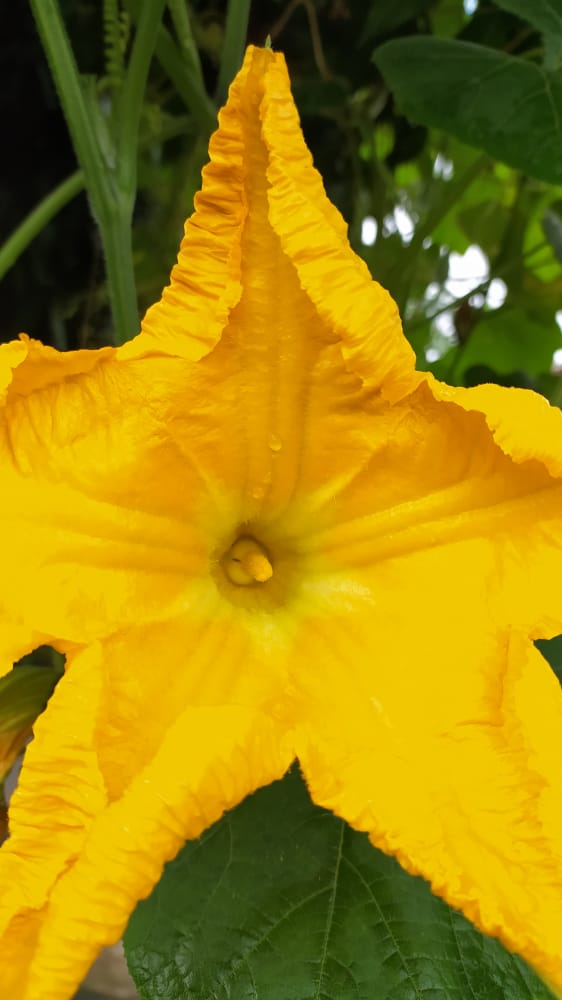
Muskaatpompoen
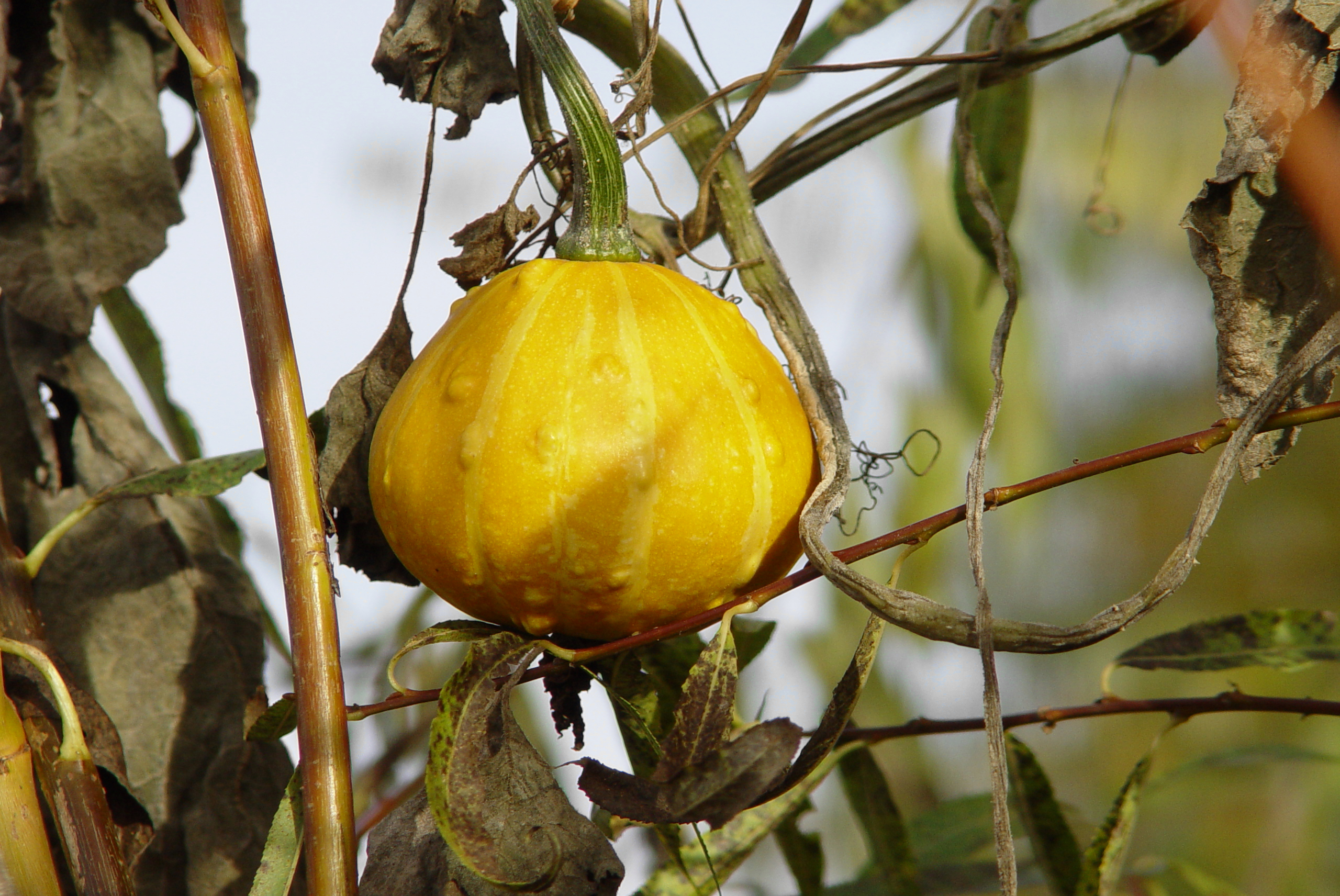

... · 
Alsomitra · 
Benincasa · 
Bryonia · 
Citrullus · 
Coccinia · 
Cucumis · 
Cucurbita · 
Ecballium · 
Gynostemma · 
Lagenaria · 
Luffa · 
Momordica · 
Sechium · 
Sicana · 
Trochomeria · 
Xerosicyos · 
Zehneria · 
...